# Albrecht van Strehlitz
Albrecht van Strehlitz (circa 1300 - circa 25 september 1375) was van 1313 tot 1323 hertog van Opole en van 1323 tot aan zijn dood hertog van Strehlitz. Hij behoorde tot de Silezische tak van het huis Piasten.

## Levensloop
Albrecht was de derde en jongste zoon van hertog Bolko I van Opole en diens echtgenote Agnes, die waarschijnlijk een dochter was van markgraaf Otto III van Brandenburg. 
Na het overlijden van zijn vader in 1313 erfde hij samen met zijn oudere broer Bolko II het hertogdom Opole. Omdat beiden nog minderjarig waren, werd ze onder het regentschap van hun oudste broer Bolesław van Falkenberg geplaatst. In 1323 begonnen Bolko II en Albrecht zelfstandig te regeren, maar al snel besloten ze hun gezamenlijke domeinen te verdelen: Bolko behield het district Opole, terwijl Albrecht het district Strehlitz kreeg. 
Zowel over zijn buitenlandse als over zijn binnenlandse politiek is er weinig bekend. In 1327 werd hij vazal onder het koninkrijk Bohemen, maar om onduidelijke redenen huldigde hij koning Jan de Blinde niet, wat de andere Silezische hertogen in Opawa wel deden. In 1326 schonk hij privileges aan de stad Strehlitz. Ook gaf hij financiële steun aan het cisterciënzersklooster van Himmelwitz, dat door zijn vader was gesticht. 
Albrecht stierf rond 1375, waarna hij werd bijgezet in het klooster van Himmelwitz. Omdat hij geen mannelijke nakomelingen had, werden zijn landerijen geërfd door zijn neef Bolko III, de tweede zoon van Albrechts broer Bolko II. 

## Huwelijk en nakomelingen
In 1347 huwde hij met Agnes (overleden in 1371), dochter van graaf Burchard I van Hardegg. Ze kregen een dochter:
- Elisabeth (1348-1361), huwde in 1359 met Wladislaus de Witte, hertog van Gniewkowo